# Dactyl (hold)

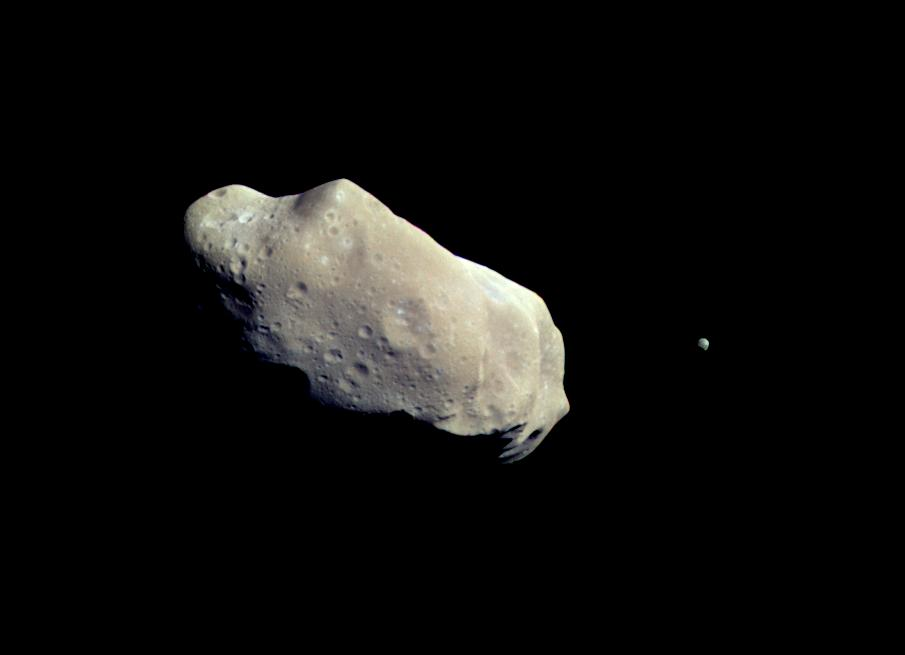
A Galileo űrszonda fényképe a 243 Idáról. Jobbra halványan látszik a Dactyl.

A Dactyl egy kisméretű hold, mely a 243 Ida kisbolygó körül kering. Ez volt az első felfedezett aszteroida-hold. A Galileo űrszonda 1993. augusztus 28-án fényképezte le. 1994. február 17-én a visszaküldött fényképeken fedezték fel a holdat. Kezdeti jelzése a S/1993 (243) 1 volt. Nevét mitológiai lényekről kapta.
A Dactyl átmérője 1,4 km, 1,54 nap alatt kerüli meg az Idát, 108 km átlagos távolságban, 9°-os elhajlással az Ida egyenlítői síkjához képest. A pálya nem pontosan ismert, mert a Galileo majdnem a pályasíkban repült el mellettük.
Még nem tisztázódott a Dactyl eredete. A két fő elmélet szerint az Idával egyszerre jött létre, vagy egy későbbi becsapódás során keletkezett. Mindkét elméletnek vannak hiányosságai és egyik sem tudja megmagyarázni elfogadhatóan.